# Нельсон, Билл
Клэ́ренс Уи́льям «Билл» Не́льсон II (англ. Clarens William 'Bill' Nelson II; род. 29 сентября 1942) — астронавт США. Совершил один космический полёт на шаттле: STS-61C (1986, «Колумбия»), инженер, сенатор США от штата Флорида (2001—2019). С 30 апреля 2021 года по 20 января 2025 года — администратор НАСА.

## Личные данные и образование

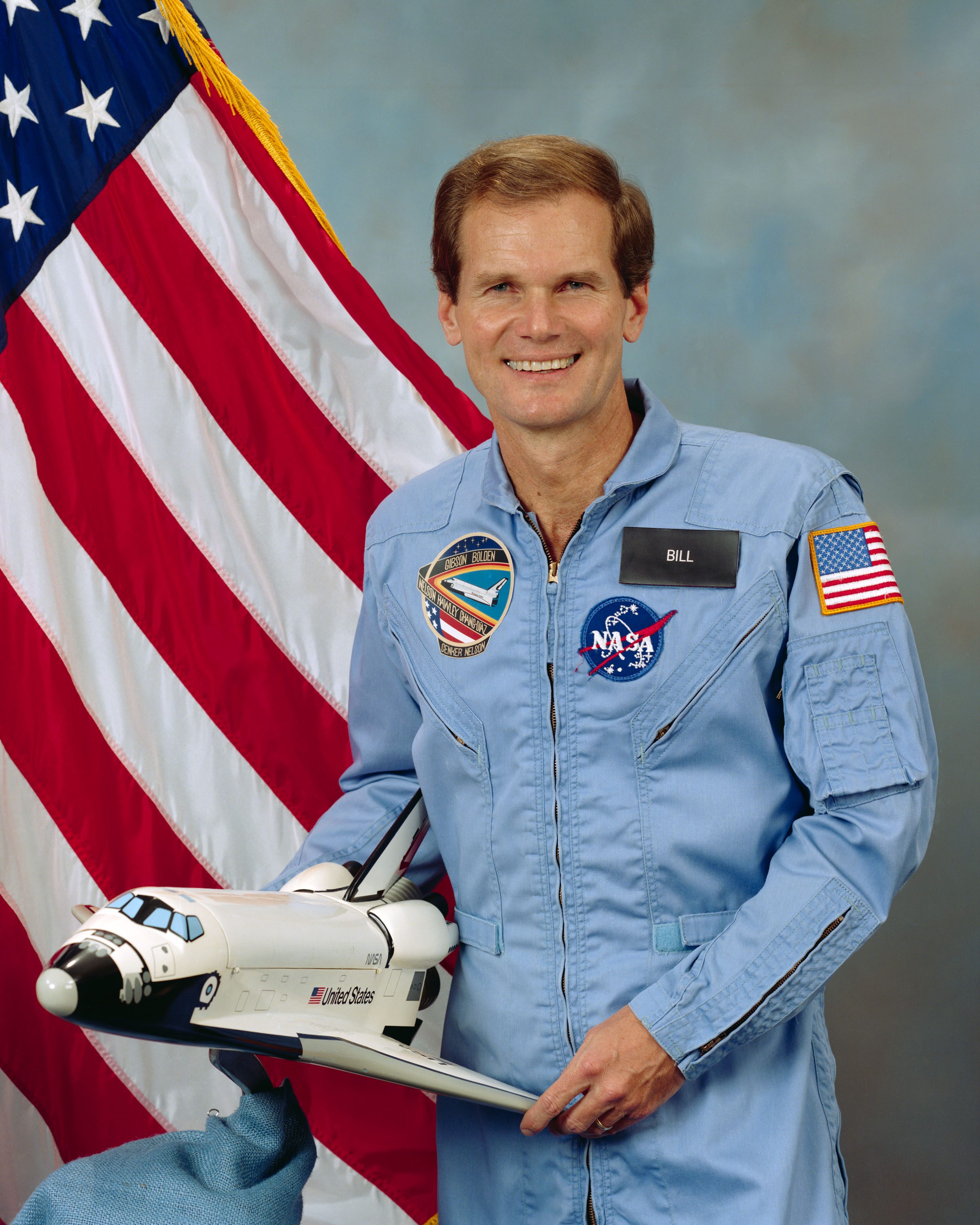
Сенатор Билл Нельсон.

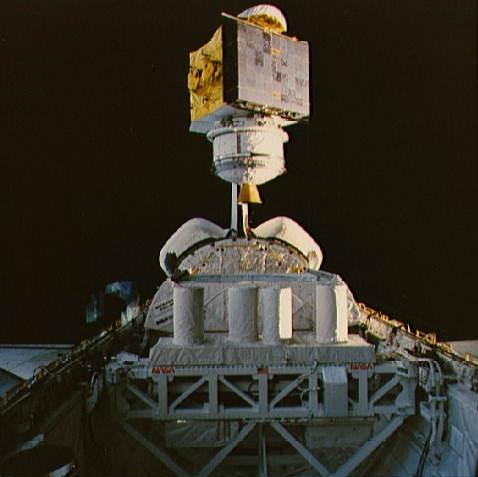
Вывод на орбиту спутника Satcom-K1.

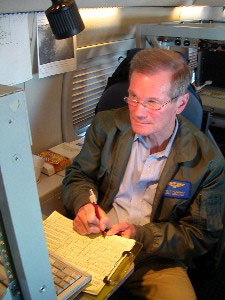
Сенатор Билл Нельсон в августе 2004 года.

Нельсон родился 29 сентября 1942 года в Майами, Флорида. Он — единственный ребёнок в семье Нанни Нельсон (урожденная Мерле) и Кларенса Уильяма Нельсона. В 1972 году Нельсон женился на Грейс Каверт. У них — двое взрослых детей: Билл Нельсон-младший и Нан Эллен Нельсон.
Он провёл свою юность в городе Мельбурн, штат Флорида, где в 1960 году окончил среднюю школу. В 1960 году Нельсон поступил в Университет Флориды, затем перевёлся в Йельский Университет, который окончил в 1965 году, получив степень бакалавра по политологии. Впоследствии он получил диплом юриста в Университете Вирджинии.

## Служба в армии и начало политической карьеры
В 1965 году поступил в резерв армии США, а с 1968 по 1970 год он провёл на действительной военной службе, до 1971 года опять оставался в резерве. Ему было присвоено звание капитан. В 1968 году Нельсон был принят в коллегию адвокатов Флориды, и с 1970 года начал практиковать в Мельбурне. В 1971 году он стал помощником губернатора Рейбина Аскью по законодательству. В 1972 году Нельсон был избран в Палату представителей от Флориды. Он был переизбран в 1974 и 1976 годах. В 1978 году Нельсон был переизбран в Палату представителей США. Он служил в Палате с 1979 по 1991 год.

## Полёт в космос
В 1984 году Билл Нельсон принял участие в объявленной программе «Политик в космосе» и через два года стал вторым членом Конгресса (и первым членом Палаты представителей), который побывал в космосе. Он прошёл обучение в НАСА с сенатором Джейком Гарном от Юты.
Билл Нельсон в качестве специалиста по полезной нагрузке стал членом экипажа космического челнока «Колумбия» совершавшего полёт по программе STS-61C с 12 по 18 января 1986 года. Одной из задач экспедиции было выведение на орбиту американского спутника Satcom-K1. В рамках одного из экспериментов, который был назван «Программа активного наблюдения за кометой Галлея», предполагалось фотографирование этой кометы 35-миллиметровой камерой через верхнее окно в кормовой части полетной палубы. Но этот эксперимент не был выполнен из-за проблем с аккумуляторной батареей камеры.
Общая продолжительность полётов в космос составила 6 суток 2 часа 5 минут.

## Дальнейшая политическая карьера
В 1992 году проиграл губернаторские выборы во Флориде. В ноябре 2000 года победил на выборах в Сенат от штата Флорида. С 2008 года возглавляет подкомитет Сената, курирует деятельность НАСА.
В ноябре 2018 года Нельсон потерпел поражение от губернатора Рика Скотта.
С 2019 года входил в консультативный совет NASA. 30 апреля 2021 года Сенат США единогласно утвердил Нельсона главой NASA.
В 2022 году открыто высказал опасения о том, что Китай может высадиться на Луну первым и заявить на неё свои права.
20 января 2025 года Билл Нельсон ушёл с поста главы НАСА в связи с вступлением в должность нового президента США Дональда Трампа.

## Награды и премии
Награждён: Медаль «За космический полёт» (1986) и многие другие.